# 55 Samodzielna Eskadra Bombowa

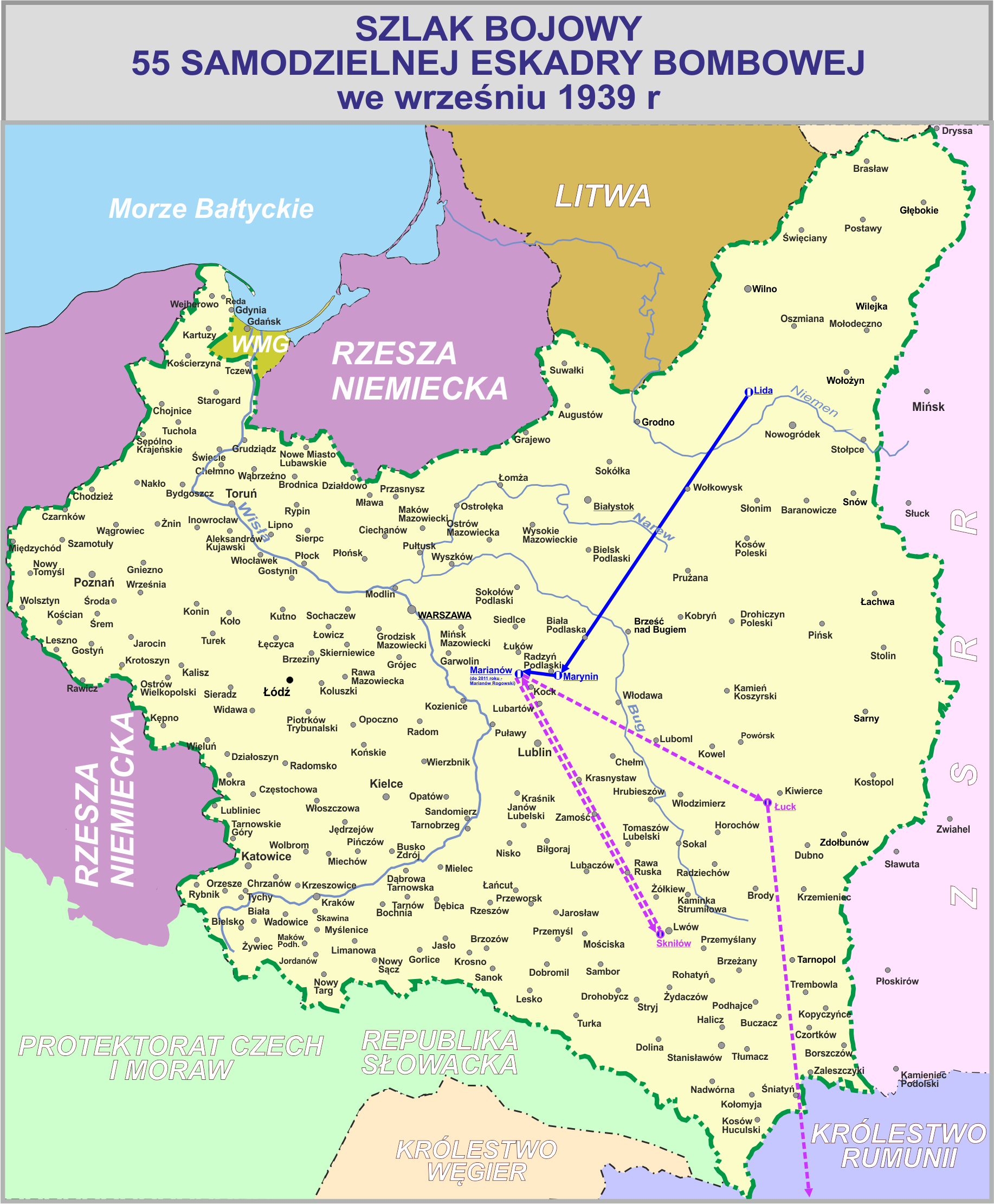

55 samodzielna eskadra bombowa (liniowa) – pododdział lotnictwa bombowego Wojska Polskiego w II Rzeczypospolitej. 
Eskadra sformowana została w Krakowie jako 24 eskadra lotnicza. W 1928 przeniesiona do Lidy i przemianowana na 55 eskadrę liniową.
We wrześniu 1939 jako samodzielna eskadra bombowa walczyła w składzie Brygady Bombowej.
Godła eskadry:
- niebieski kwadrat na tle białego kwadratu z niebieską obwódką – na samolotach Potez XV i Potez XXV
- tygrys na tle białego równoramiennego krzyża – na samolotach Potez XXV i PZL.23 Karaś (proj. ppor.pil. Jerzy Golko).

## 55 eskadra liniowa w okresie pokoju
14 lipca 1928 z Krakowa do Lidy została przeniesiona 24 eskadra lotnicza. Tu weszła w skład 5 pułku lotniczego i zgodnie z zasadami numerowania eskadr przemianowana została na 55 eskadrę liniową. Wyposażenie jednostki stanowiły samoloty Potez XV.
W 1929 eskadra osiągnęła gotowość organizacyjną i po raz pierwszy uczestniczyła w szkole ognia na Pustyni Błędowskiej.
W drugiej połowie 1930 eskadra przezbrojona została na samoloty Potezy XXV. Szkolono się w lotach nocnych i bez widoczności, w lotach dalekiego rozpoznania z wykonywaniem fotografii pionowej, w przelotach grupowych i pojedynczych wraz z lądowaniem na innych lotniskach.
W latach 1930 – 1933, załogi oprócz uczestnictwa w letnich i zimowych ćwiczeniach, odbywały co roku szkołę ognia na poligonie Pohulanka lub na Pustyni Błędowskiej, gdzie każda załoga wykonywała pełny program szkoły ognia wraz z bombardowaniem celów ziemnych bombami cementowymi.
W 1936 w samolotach eskadry Potez XXV wymieniono silniki Lorraine 450 KM na Jupiter 600 KM, a wiosną 1937 eskadra przezbroiła się w samoloty  PZL-23, a następnie w PZL-23B Karaś. 
Podczas konfliktu z Litwą w marcu 1938  eskadra pozostawała w pogotowiu na macierzystym lotnisku. 20 marca wzięła udział w demonstracyjnym locie grupowym przy granicy polsko-litewskiej. W czasie tego przelotu, na skutek defektu silnika, lądowała przymusowo załoga por. obs. Tadeusza Frąckowiaka. 
W maju eskadra uczestniczyła w ćwiczeniu dywizjonowym polegającym na  w ostrym bombardowaniu toru kolejowego na odcinku stacja kolejowa Baranowicze – stacja kolejowa Pogorzelce. Wyniki bombardowania fotografował z powietrza dowódca dywizjonu.
We wrześniu 1938 eskadra uczestniczyła w wielkich manewrach na Wołyniu i Podolu. ćwiczyła tam między innymi zrzucenie pojemników na spadochronach w określone miejsce. Pojemniki były podwieszane w miejscach uchwytów bomb. Z wysokości 400 metrów wszystkie pojemniki z amunicją i żywnością trafiły w miejsce zrzutu.
| Nazwy jednostki i daty sformowania, przeformowań i rozformowania | Nazwy jednostki i daty sformowania, przeformowań i rozformowania | Nazwy jednostki i daty sformowania, przeformowań i rozformowania | Nazwy jednostki i daty sformowania, przeformowań i rozformowania | Nazwy jednostki i daty sformowania, przeformowań i rozformowania | Nazwy jednostki i daty sformowania, przeformowań i rozformowania | Nazwy jednostki i daty sformowania, przeformowań i rozformowania |
| ---------------------------------------------------------------- | ---------------------------------------------------------------- | ---------------------------------------------------------------- | ---------------------------------------------------------------- | ---------------------------------------------------------------- | ---------------------------------------------------------------- | ---------------------------------------------------------------- |
| 1924                                                             | 24 eskadra lotnicza                                              | VII 1928                                                         | 55 eskadra liniowa                                               | VIII 1939                                                        | 55 samodzielna eskadra bombowa                                   | IX 1939                                                          |

## Samodzielna eskadra bombowa w 1939
W czerwcu 1939 załogi odbywały szkołę ognia na Pustyni Błędowskiej. W sierpniu przydzielono do eskadry 6 podchorążych ostatniego rocznika Szkoły Podchorążych Lotnictwa w Dęblinie. 

### Mobilizacja
W ramach mobilizacji w dniach 23 i 24 sierpnia 1939 55 eskadra liniowa została przemianowana na 55 samodzielną eskadrę bombową i weszła w skład nowo utworzonej Brygady Bombowej. Rzut kołowy eskadry przeniósł się do lasu w rejonie lotniska Lida, a 26 sierpnia odjechał na lotnisko alarmowe Lesiszcze.
W tym czasie samoloty przebywały na lotnisku w Lidzie.
Rano 31 sierpnia, po przybyciu z Warszawy, dowódca eskadry zarządził odprawę załóg na której określił czas i szyk przelotu samolotów do Marynina. Start pierwszego klucza miał nastąpić o 11.00, a pozostałych w odstępach co 30 minut. Około 14.00 wszystkie doleciały w wyznaczone miejsce. Rzut kołowy przybył na lotnisko następnego dnia.

### Walki eskadry w kampanii wrześniowej
W kampanii wrześniowej 55 samodzielna eskadra bombowa lekka walczyła w składzie Brygady Bombowej.
We wczesnych godzinach rannych 1 września rzut kołowy rozładował się w Białej Podlaskiej. W tym czasie bombardowana była Podlaska Wytwórnia Samolotów i stacja kolejowa.
W południe samolot łącznikowy eskadry przywiózł rozkazy wstępne do bombardowania na północnym odcinku frontu. Jednak rozkaz wykonawczy nie nadszedł, a personel latający przeniósł się bliżej lotniska – do majątku Gubernia. W folwarku Marynin pozostało dowództwo eskadry oraz personel techniczny i pomocniczy.
2 września eskadra otrzymała rozkaz być w gotowości do bombardowania na froncie południowym. Podwieszono bomby, a załogi oczekiwały przez cały dzień na rozkaz lotu. Rozkaz nie nadszedł.
3 września rozkaz ze sztabu brygady nakazał rozpoznać wielką jednostkę pancerną w okolicach Radomsko–Częstochowa, a następnie zbombardować ją przez kolejne klucze. 
O 7.30 wystartowała załoga ppor. obs. Podogrodzki. plut. pil. Borys i kpr. strz. sam. Leśniewski. Po 45 minutach łączność radiowa z ppor. Podogrodzkim urwała się. Załoga została zestrzelona przez Messerschmitty koło Radomska. Uratował się tylko pilot.
Około 10.00 wystartował pierwszy klucz. Klucz ten znalazł kolumnę pancerną na południe od Radomska i zrzucił celnie bomby. Załoga pchor. Ciołka dwukrotnie schodziła nad cel, aby dokładnie ulokować ładunek w kolumnie.
Po wylądowaniu pierwszego klucza wystartował drugi. Lotnicy zbombardowali kolumnę na szosie i okoliczne lasy nasycone nieprzyjacielskim wojskiem. W bardzo silnym ogniu niemieckiej OPL został trafiony „Karaś” por. Frąckowiaka. Pozostałe dwie załogi wróciły na lotnisko. Trzeci klucz zbombardował skutecznie tą samą kolumnę i powrócił bez strat do Marynina.
4 września do Warszawy po rozkazy poleciał oficer łącznikowy – ppor. Pietrasik. Tam czekał na rozkazy. Na rozkazy oczekiwali też bezczynnie piloci. Tego dnia lotów bojowych nie było.
5 września przed południem załoga pchor. obs. Siwca z ppor. pil. Lachem i kpr. strz. Ostolskim, rozpoznawała przeprawy na Wiśle od Płocka po Grudziądz. Lot odbywał się na wysokości 4000–5000 m w czasie ponad 2 godzin i dostarczył zdjęć poszczególnych mostów oraz wiadomości o ruchach nieprzyjaciela. Samolot latał kilka godzin nad terenem opanowanym już przez Niemców.
W tym czasie, na bombardowanie oddziałów pancernych i zmotoryzowanych w rejon Białego Dworu, poleciał klucz kpt. obs. Skibińskiego. Po skutecznym bombardowaniu załogi wróciły bez strat na lotnisko.
6 września załoga pchor. obs. Aduckiewicza szukała w rejonie Radomsko–Łódź niemieckich kolumn pancernych. W locie powrotnym lądowano przymusowo w pobliżu lotniska. Na południe od Kielc wystartowała załoga ppor. obs. Pietrasika. Po wykonaniu zadania wróciła na lotnisko. Po południu w rejon Ciechanowa wystartowała załoga por. obs. Przelaskowskiego. Podczas wykonywania zadania dostała się w ogień artylerii przeciwlotniczej nieprzyjaciela, wychodząc szczęśliwie z opresji i przywożąc cenne wiadomości o ruchach dużych oddziałów niemieckich w obszarze Ciechanów–Przasnysz oraz Pułtusk. O 17.00 dowódca eskadry, pozostając bez łączności ze sztabem Brygady Bombowej oraz mając istotne braki w zaopatrzeniu, osobiście poleciał do Warszawy.
7 września około 10.00 powrócił kpt. Skibiński i nakazał starty dwóch samolotów. Na rozpoznanie obszaru łódzkiego poleciały załogi pchor. obs. Siwca i pchor. obs. Ciołka.
Pierwsza załoga po wykonaniu zadania lądowała w Maryninie. Natomiast lot załogi pchor. Ciołka według relacji pchor. Skarpetowskiego miał przebieg następujący:

Po wykonaniu zadania w locie powrotnym samolot został ostrzelany przez polską artylerię przeciwlotniczą w okolicach Skarżyska-Kamiennej. Pociski rozrywały się tuż przed silnikiem „Karasia”. Obniżyłem lot do „koszącego” ciągnąc do bazy. Po wyjściu z ostrzału zaczął przerywać silnik, uniemożliwiając nabranie wysokości. Do macierzystego lotniska było jeszcze daleko – zdecydowałem się lądować. Na pożółkłym kartoflisku „Karaś” dotknął kołami ziemi i po krótkim dobiegu zatrzymał się. Udało się. Do Marynina pozostało 20-30 kilometrów. Uzbrojeni w drągi i widły okoliczni mieszkańcy przybiegli do samolotu. Nie pomogły tłumaczenia, nie przekonały biało-czerwone szachownice, nie mówiąc już o naszej płynnej polszczyźnie i umundurowaniu. Tłum groźnie pomrukiwał. „Uzbrojona” eskorta doprowadziła lotników do najbliższego telefonu. Zawiadomiono lotnisko i sprawa wyjaśniła się, na twarzach ludzi pojawiły się uśmiechy, prześcigano się w dowodach sympatii, które miały wynagrodzić nieprzyjazne powitanie. Ale myśmy niecierpliwie patrzyli na zegarki, oczekując na pomoc lotniska. Wreszcie zjawił się samochód z paliwem i mechanikami. Silnik prowizorycznie naprawiono. „Karaś” prawie na rękach ludzi został przeniesiony na pobliskie rżysko – wszyscy choć raz chcieli dotknąć polskiego samolotu. Nastąpił start. Do lotniska niedaleko i powinno już się ukazać. Obserwator kontrolował mapę. Zapas paliwa zmniejszał się. Ponownie zdecydowałem się lądować na dużej wolnej przestrzeni, wzdłuż polnej drogi. Przy lądowaniu „Karaś” podskoczył, robiąc dwa „kangury”. Tym razem wieś była daleko i w pobliżu nie było ludzi. Konfrontacja terenu z mapą i ponowny start i wreszcie upragnione lotnisko.

Po południu wystartowała załoga: ppor. obs. Pytlakowski. kpr. pil. Zarzecki i szer. strz. Iwaniuk z zadaniem rozpoznać nieprzyjaciela w rejonie Łódź–Częstochowa, zrzucić meldunek ciężarkowy w Warszawie i dalej rozpoznać front północny. Po wykonaniu pierwszej części zadania, zrzucono meldunek ciężarkowy przed Ministerstwem Spraw Wojskowych i przystąpiono do wykonania kolejnej części zadania. W czasie jego realizacji samolot został zestrzelony przez Messerschmitty nad Grabiami Nowymi. Wszyscy lotnicy polegli.
8 września samolot por. obs. Przelaskowskiego wystartował rano z zadaniem rozpoznania nieprzyjaciela na przeprawach przez Narew w kierunku na Warszawę. Po południu dwa klucze z dowódcą eskadry na czele poleciały na bombardowanie kolumny pancernej w rejonie Ostrowi Mazowieckiej. 1 klucz kpt. obs. Skibińskiego po celnym bombardowaniu kolumny zmotoryzowanej wrócił na lotnisko. Samoloty drugiego klucza bombardowały niemieckie oddziały 2 km na zachód od Ostrowi. Po przeprowadzeniu rozpoznania Narwi lądowali o zmroku w Maryninie. W trakcie przyziemiania samolot pchor. Ciołka został ostrzelany przez Heinkla 111, krążącego nad lotniskiem i doznał poważnych uszkodzeń. W tym momencie pchor. Siwiec ze stanowiska OPL lotniska ostrzelał celnymi seriami nieprzyjacielski samolot zapalając go i zmuszając do lądowania 4 km od lotniska. Czterech niemieckich lotników zostało wziętych do niewoli.
Rano 9 września załoga ppor. obs. Pietrasika poleciała na rozpoznanie w rejon Kałuszyna. Zaatakowana przez 3 Messerschmitty, wróciła szczęśliwie na lotnisko. Niedługo potem nad lądowiskiem 55 eskadry ukazało się kilka kluczy bombowców Luftwaffe bombardujących szosę Radzyń Podlaski–Międzyrzec i miasteczko Radzyń.
Po pierwszym nalocie wystartował klucz eskadry na bombardowanie niemieckich zgrupowań pancerno-motorowych w rejonie Sokołowa Podlaskiego. Zbombardowano kolumnę pancerną w marszu na Drohiczyn i zaatakowano bombami oddziały na szosie Sokołów–Drohiczyn w silnym ogniu OPL naziemnej. 
W południe Dorniery 17 usiłowały zbombardować lotnisko eskadry. Bomby spadły na ściernisko oraz na teren folwarków Gubernia i Marynin nie wyrządzając większych szkód. Dowódca brygady nakazał przesunięcie jednostki na lotnisko Marianów pod Łukowem. Rzut powietrzny miał odlecieć następnego dnia rano do Marianowa, by wspólnie z załogami II dywizjonu wykonać bombardowanie i wrócić do Nosowa. Natomiast transport kołowy miał odjechać nocą do Nosowa w 3 grupach dowodzonych przez por. por. Lisińskiego i Przelaskowskiego oraz ppor. Guranowskiego.
O świcie 10 września załogi wystartowały do Marianowa. Przy podejściu do lądowania „Karaś” dowódcy eskadry kpt. Józefa Skibińskiego z kpr. pil Wasiakiem i mł. majstrem wojskowym Białvm na wysokości 100 m wpadł w korkociąg. Załoga zginęła.
Na tym samym lotnisku samolot kpt. Szpaka, już po wylądowaniu na dobiegu, uderzył w las wysokopienny i rozbił się. Załoga odniosła jedynie lekkie obrażenia.
Dowódcą eskadry został kpt. obs. Adam Szpak.
Od 9.00 załoga pchor. obs. Aduckiewicza  prowadziła rozpoznanie ruchów wojsk nieprzyjaciela w rejonie Siedlec. Z wynikami rozpoznania poleciała do Brześcia.
Rano 11 września wróciła załoga pchor. Aduckiewicza, przywożąc rozkaz dowódcy brygady o przekazaniu rzutu powietrznego do 31 eskadry rozpoznawczej działającej na korzyść Armii „Karpaty”. Po południu ostatnie 4 sprawne „Karasie” eskadry odleciały z załogami ppor. Pietrasika oraz podchorążych Aduckiewicza, Bećko i Siwca do Lwowa.
W dniach od 12 do 17 września rzut kołowy eskadry, z nadwyżką personelu latającego, maszerował przez Brześć, Kowel do Łucka. W Łucku dołączyły do niego załogi „Karasi” przybyłe ze Lwowa po zdaniu samolotów. Tego dnia rzut kołowy skierowano na południe Polski, a personel latający odjechał autobusami do Kołomyi po odbiór zapowiedzianego transportu samolotów alianckich. Do przejęcia transportu nigdy nie doszło. Żołnierze eskadry granicę polsko-rumuńską przekroczyli we wczesnych godzinach rannych 18 września.
| Działania eskadry | Działania eskadry | Działania eskadry | Działania eskadry |
| ----------------- | --- | --- | --- |
|                   | Loty bojowe | Tonaż bomb | Zestrzelenia |
| 40                | 14 ton | 2 samoloty | |
| Straty eskadry    | | | |
| Polegli           | kpt. Skibiński, por. Frąckowiak, ppor. Podogrodzki, ppor. Pytlakowski, kpr. Borzęcki, kpr. Buziuk, kpr. Leśniewski, kpr. Wasiak, kpr. Zarzecki, szer. Iwaniuk, mł. majster wojsk. Biały | kpt. Skibiński, por. Frąckowiak, ppor. Podogrodzki, ppor. Pytlakowski, kpr. Borzęcki, kpr. Buziuk, kpr. Leśniewski, kpr. Wasiak, kpr. Zarzecki, szer. Iwaniuk, mł. majster wojsk. Biały | kpt. Skibiński, por. Frąckowiak, ppor. Podogrodzki, ppor. Pytlakowski, kpr. Borzęcki, kpr. Buziuk, kpr. Leśniewski, kpr. Wasiak, kpr. Zarzecki, szer. Iwaniuk, mł. majster wojsk. Biały |
| Ranni             | st. sierż. Zając, kpr. Gacoń, kpr. Feliks Marek | st. sierż. Zając, kpr. Gacoń, kpr. Feliks Marek | st. sierż. Zając, kpr. Gacoń, kpr. Feliks Marek |
| Zaginieni         | plut. Borys | plut. Borys | plut. Borys |
| Samoloty          | | | |
| Stan              | Uzupełnienie | Zniszczone | Ewakuacja |
| 10 PZL.23 Karaś   | 0 | 6 | 4 przekazane |

## Personel eskadry
| Stopień            | Imię i nazwisko       | Okres pełnienia służby |
| ------------------ | --------------------- | ---------------------- |
| kapitan obserwator | Tadeusz Welecki       | 1928                   |
| kapitan pilot      | Karol Kaczmarczyk     | 1 I 1929 – XI 1929     |
| kapitan pilot      | Roman Rudkowski       | XI 1929 – XII 1930     |
| kapitan obserwator | Władysław Szpunar     | XII 1930 – VI 1933     |
| kapitan pilot      | Arkadiusz Schirtładze | VII 1933 – 1935        |
| kapitan obserwator | Władysław Żaczkiewicz | 1935 – 1937            |
| kapitan pilot      | Józef Kiecoń          | 1937                   |
| kapitan pilot      | Wiktor Romiszewski    | 1937/8 – 1 I 1939      |
| kapitan obserwator | Józef Skibiński       | 1 I 1939 – IX 1939     |

| Stanowisko         | Stopień, imię i nazwisko          | Przydział we wrześniu 1939 |
| ------------------ | --------------------------------- | -------------------------- |
| dowódca            | kpt. Józef Ludwik Skibiński       |                            |
| zastępca dowódcy   | kpt. Adam Szymon Stanisław Szpak  | oficer taktyczny           |
| oficer taktyczny   | por. Jan Bednarski                |                            |
| oficer techniczny  | ppor. Ignacy Pluciński            |                            |
| starszy obserwator | por. Tadeusz Frąckowiak           | obserwator                 |
| pilot              | ppor. Stefan Klackowski           |                            |
| pilot.             | ppor. Józef Lach                  | pilot                      |
| obserwator         | por. piech. Antoni Zenon Lisiński | obserwator                 |
| obserwator         | ppor. Czesław Podogrodzki         | obserwator                 |

| Dowództwo eskadry | Dowództwo eskadry | Dowództwo eskadry |
| Stanowisko | Stopień, imię i nazwisko | Stopień, imię i nazwisko |
| --- | --- | --- |
| dowódca eskadry | kpt. obs. Józef Skibiński | kpt. obs. Józef Skibiński |
| oficer taktyczny | kpt. obs. Adam Szpak | kpt. obs. Adam Szpak |
| oficer techniczny | ppor. tech. Zdzisław Guranowski | ppor. tech. Zdzisław Guranowski |
| lekarz eskadry | por. lek. Jan Krupowicz | por. lek. Jan Krupowicz |
| szef mechaników | st. majster wojsk. Julian Lubowicz | st. majster wojsk. Julian Lubowicz |
| szef administracyjny | st. sierż. Józef Paczkowski | st. sierż. Józef Paczkowski |
| Załogi samolotów | | |
| Obserwatorzy | Piloci | Strzelcy pokładowi |
| por. Tadeusz Frąckowiak por. Antoni Lisiński por. Stanisław Przelaskowski ppor. Adolf Nowicki ppor. Władysław Pietrasik ppor. Czesław Podogrodzki ppor. Stanisław Pytlakowski ppor. Stanisław Sadowski pchor.: Marian Aduckiewicz pchor. Stanisław Bećko pchor. Jakub Ciołek pchor. Jan Siwiec. | ppor. Józef Lach pchor. Tadeusz Dabrowski pchor. Franciszek Skarpetowski sierż. Stanisław Pietniunas plut. Henryk Borys plut. Wacław Januszkiewicz kpr. Zdzisław Bartoszuk kpr. Adolf Borodynko kpr. Czesław Borzęcki kpr. Witold Dukszto kpr. Ludwik Mirończuk kpr. Alojzy Łozowicki kpr. Jan Okrój kpr. Antoni Palul kpr. Marian Wasiak kpr. Stanisław Zarzecki kpr. Józef Wrona | kpr. Czesław Wiktor Buziuk kpr. Czesław Harnuszkiewicz kpr. January Jachimowicz kpr. Bolesław Jan Leśniewski kpr. Rudolf Mol kpr. Stanisław Ostolski kpr. Kazimierz Pacut st. szer. Stanisław Kowalczyk szer. Jerzy Dunajko szer. Antoni Iwaniuk szer. Marian Koc szer. Władysław Marczuk |

## Samoloty eskadry

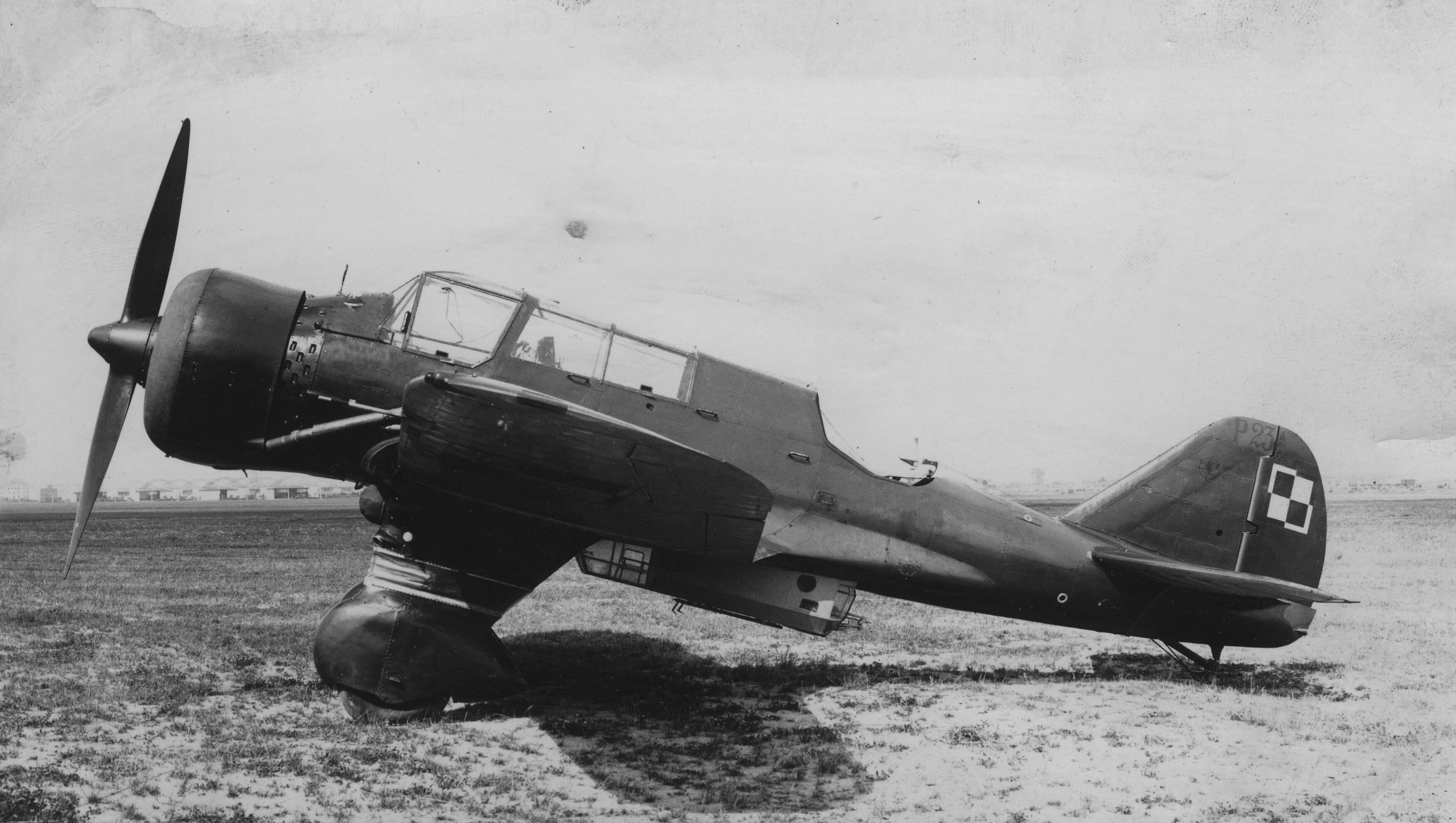
PZL.23 Karaś
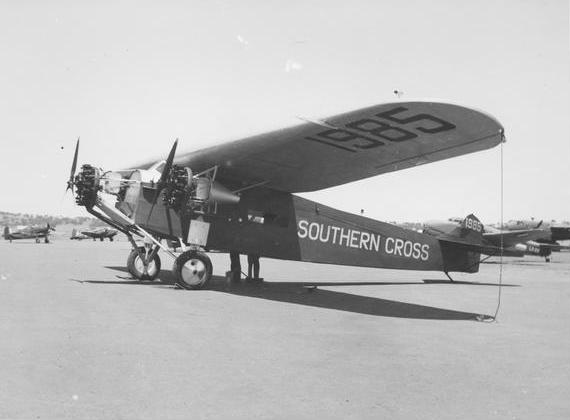
Fokker F.VII
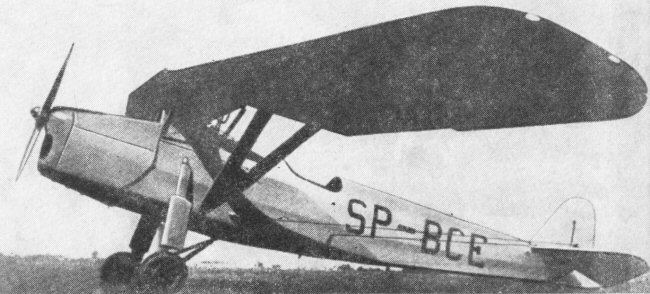
RWD-8

## Wypadki lotnicze
W okresie funkcjonowania eskadry miały miejsce następujące wypadki lotnicze zakończone obrażeniami lub śmiercią pilota:
- 10 grudnia 1929 podczas wykonywania lotu służbowego na samolocie Potez XV zginął sierż. pil. Józef Ćwikliński.
- 5 maja 1938 zderzyły się dwa samoloty „Karaś” wykonujące lot grupowy. W jednym znajdował się kpt. pil. Marian Wasiak i ppor. obs. Hieronim Kulbacki, natomiast drugim lecieli kpr. kpr. pil. Ferdynand Micel i Stanisław Zarzecki. Uszkodzonymi samolotami piloci zdołali dolecieć do lotniska, ratując je od zniszczenia. Obie załogi za ten czyn otrzymały Brązowe Krzyże Zasługi.
- 10 lipca 1939, lecąc samolotem „Karaś”, w wypadku lotniczym zginęli kpr. pil. Józef Wrona oraz mł. m. wojsk. Witold Jaroszewicz.